# El Arte Andaluz
El Arte Andaluz fue una revista publicada en la ciudad española de Sevilla a finales del siglo xix en dos etapas, una primera a lo largo de 1891, y una segunda entre 1893 y, al menos, 1896.

## Historia
Su primer número data del 1 de febrero de 1891. Subtitulada «revista quincenal ilustrada de artes y literatura», se imprimió primero en la Imprenta de El Mercantil Sevillano en la calle San Eloy 18, y luego en la de Gironés y Orduña, en la calle Lagar 3 y 5. El propietario y director fue Francisco Sánchez-Arjona. Con ocho páginas a dos columnas y buen papel e impresión, sin embargo su periodicidad era irregular, publicándose algún número extraordinario. Su contenido incluía artículos literarios, críticas, poesías, revistas de actualidad, teatros, sueltos, biografías y anuncios. Dejó de publicarse el 23 de diciembre de 1891, apareciendo un total de 24 números.
Contó con las colaboraciones de autores como Luis Montoto y Rautenstrauch, Francisco Ruiz Estévez, Blanca de los Ríos, Joaquín Alcaide, José Gestoso y Pérez, Francisco Jiménez Campaña, Benito Pabón, Carlos L. Olmedo, José María Asensio, José de Velilla, Benito Mas y Prat, Rufino Cortés, A. Luna, Amante Laffón, Enrique Funes, El Marqués de Premio Real, Alfredo Murga, Francisco Hernández Mir, Javier Luceño, Manuel Aznar, Fernando de Antón del Olmet, Francisco Rodríguez Marín, Guillermo García y García, Rafael Cebreros, Julio L. Castilla, Cayetano del Castillo, José A. Poggio, Estanislao D'Angelo y Manuel Chaves.
Reapareció hacia 1893, con carácter taurino y distinta forma y redactores, con un «Segunda Época» impreso en el encabezado. Se conservan números de esta etapa al menos hasta junio de 1896.